# محمد عبد الحكيم البنكي
محمد عبد الحكيم البنكي (مواليد 19 ديسمبر 1996) لاعب كرة قدم بحريني يلعب حاليا لصالح نادي الدرجة الأولى النجمة البحريني في خط الوسط من 2014.

## منتخب البحرين
شارك البنكي مع منتخب البحرين الأولمبي.